# El fin del amor (serie de televisión)
El fin del amor es una serie de televisión por internet dramática argentina producida por K&S Films y MGM International TV Productions para Prime Video. Su argumento está basado en el ensayo de Tamara Tenenbaum, que fue un éxito de ventas, El fin del amor, querer y coger (2019). Cuenta con Erika Halvorsen como showrunner y guionista junto a Tenenbaum, mientras que la actriz y cantante Lali Espósito es la productora ejecutiva además de la protagonista. El resto del elenco principal está conformado por Verónica Llinás, Vera Spinetta, Julieta Giménez Zapiola y Andrés Gil.
La primera temporada de la serie está compuesta por 10 episodios y su rodaje comenzó en Buenos Aires el 20 de agosto de 2021, y se estrenó el 4 de noviembre de 2022 por la plataforma de video bajo demanda Prime Video. Después de algunas demoras para el inicio de la filmación, en octubre de 2023 se anunció el inicio de la grabación de la segunda temporada, la cual se estrenó el 16 de abril de 2025.

## Sinopsis
Tamara (Lali Espósito), es una joven nacida y criada en el seno de una comunidad judía ortodoxa que luego de confrontar de forma inesperada su educación y cultura, deja a su novio para rebelarse contra el concepto tradicional del romance, tal como lo hizo con su vida religiosa. Todo ello, porque desea descubrir y vivir otras formas, con otros ideales, o más bien sin ellos.

## Reparto

### Principal
- Lali Espósito como Tamara Tenenbaum
- Verónica Llinás como Ruth Fridman
- Vera Spinetta como Juana Herrero
- Julieta Giménez Zapiola como Laura Almería
- Andrés Gil como Federico Villanueva

### Secundario
- Candela Vetrano como Debi Tenenbaum
- Brenda Kreizerman como Sara Levy
- Mariana Genesio Peña como Ofelia Weitzman
- Lorena Vega como Mora Bicker
- Martina Campos como Mijal Tenenbaum
- Mike Amigorena como Rodo Pizzicato (temporada 1)
- Alejandro Tantanian como Alejo / Tanta Ternura
- Daniel Hendler como Gustavo Berensztein (temporada 2)
- Martín Rechimuzzi como Polilla (temporada 2)
- Mora Segade como Azul (temporada 2)

### Participaciones
- Dora Mils como Jaia «Bobe»
- Alejandra Flechner como Norma
- Zoe Hochbaum como Shirly Plotka Klimovsky
- Leonora Balcarce como Barbie B.
- Isidoro Tolcachir como Eliazar (temporada 1)

## Episodios
| Temporada | Temporada | Episodios | Episodios | Lanzamiento original   | Lanzamiento original   |
| --------- | --------- | --------- | --------- | ---------------------- | ---------------------- |
|           | 1         | 10        | 10        | 4 de noviembre de 2022 | 4 de noviembre de 2022 |
|           | 2         | 8         | 8         | 16 de abril de 2025    | 16 de abril de 2025    |

### Primera temporada (2022)
| N.º en serie | N.º en temp. | Título                              | Dirigido por     | Escrito por                        | Fecha de lanzamiento original |
| ------------ | ------------ | ----------------------------------- | ---------------- | ---------------------------------- | ----------------------------- |
| 1            | 1            | «La versión femenina de James Dean» | Leticia Dolera   | Erika Halvorsen y Tamara Tenenbaum | 4 de noviembre de 2022        |
| 2            | 2            | «Reconocimiento de terreno»         | Leticia Dolera   | Erika Halvorsen y Tamara Tenenbaum | 4 de noviembre de 2022        |
| 3            | 3            | «Probar lo improbable»              | Constanza Novick | Erika Halvorsen y Tamara Tenenbaum | 4 de noviembre de 2022        |
| 4            | 4            | «Una extraña llega al pueblo»       | Constanza Novick | Erika Halvorsen y Tamara Tenenbaum | 4 de noviembre de 2022        |
| 5            | 5            | «Exploradores del amor»             | Constanza Novick | Erika Halvorsen y Tamara Tenenbaum | 4 de noviembre de 2022        |
| 6            | 6            | «El mercado del deseo»              | Daniel Barone    | Erika Halvorsen y Tamara Tenenbaum | 4 de noviembre de 2022        |
| 7            | 7            | «Que empiece otra»                  | Daniel Barone    | Erika Halvorsen y Tamara Tenenbaum | 4 de noviembre de 2022        |
| 8            | 8            | «Tres hermanas»                     | Daniel Barone    | Erika Halvorsen y Tamara Tenenbaum | 4 de noviembre de 2022        |
| 9            | 9            | «Voy a tener suerte»                | Daniel Barone    | Erika Halvorsen y Tamara Tenenbaum | 4 de noviembre de 2022        |
| 10           | 10           | «La vida es un plan B»              | Daniel Barone    | Erika Halvorsen y Tamara Tenenbaum | 4 de noviembre de 2022        |

## Producción
El 4 de octubre de 2022, se anunció a través de un avance que la serie se estrenaría exactamente un mes después, el 4 de noviembre del mismo año.

## Recepción

### Respuesta pública
Durante su fin de semana de estreno, El fin del amor fue la décima serie más vista en Prime Video a nivel mundial y la serie en idioma español más vista en el mundo. También fue el programa más visto en Afganistán, Argentina, Colombia, España, Guatemala, Israel, Jordania, México, Paraguay, República Dominicana, Uruguay y Venezuela, alcanzando el top 10 en veintiséis países.

### Comentarios de la crítica
El fin del amor recibió una respuesta positiva de los críticos. Paula Vázquez Prieto de La Nación le otorgó a la primera temporada de la serie cuatro estrellas de cinco y escribió: «La adaptación de Erika Halvorsen y la propia Tenembaun exploran una mirada generacional que resulta genuina, que quizás se adhiere a ciertos clisés [...], pero lo hace desde un humor honesto, sin falsos cinismos ni superaciones impostadas». De manera similar, Juan Tomás Erbiti de Clarín, escribió que: «El fin del amor demuestra que se puede apostar por relatos generacionales ágiles que interpelan a la audiencia, lejos de clichés superficiales y/o alegatos solemnes». Emiliani Basil, del sitio web Escribiendo Cine, le otorgó una puntuación de 8 sobre 10 destacando que la serie «sorprende por su riesgo y tenacidad para presentar los temas». Además, resaltó el trabajo de Lali Espósito, asegurando que «encuentra un personaje a su medida».

## Premios y nominaciones
| Año  | Premiación                   | Categoría                                                       | Receptor                                                       | Resultado | Ref(s)        |
| ---- | ---------------------------- | --------------------------------------------------------------- | -------------------------------------------------------------- | --------- | ------------- |
| 2023 | Premios Sur                  | Mejor serie de ficción                                          | El fin del amor                                                | Nominado  | [ 15 ]        |
| 2023 | Premios Produ                | Mejor serie adaptación                                          | El fin del amor                                                | Nominada  | [ 16 ]        |
| 2023 | Premios Produ                | Mejor actriz principal - serie y miniserie de comedia dramática | Lali Espósito                                                  | Nominada  | [ 16 ]        |
| 2023 | Premios Produ                | Mejor actriz de reparto - serie y miniserie                     | Mariana Genesio Peña                                           | Nominada  | [ 16 ]        |
| 2023 | Premios Produ                | Mejor showrunner - comedia y comedia dramática                  | Érika Halvorsen                                                | Nominada  | [ 16 ]        |
| 2023 | Premios Cóndor de Plata      | Mejor serie de comedia y/o musical                              | El fin del amor                                                | Nominado  | [ 17 ] [ 18 ] |
| 2023 | Premios Cóndor de Plata      | Mejor dirección                                                 | Leticia Dolera, Daniel Barone y Constanza Novick               | Nominado  | [ 17 ] [ 18 ] |
| 2023 | Premios Cóndor de Plata      | Mejor actriz protagonista en comedia y/o musical                | Lali Espósito                                                  | Ganador   | [ 17 ] [ 18 ] |
| 2023 | Premios Cóndor de Plata      | Mejor actor de reparto en comedia y/o musical                   | Mike Amigorena                                                 | Nominado  | [ 17 ] [ 18 ] |
| 2023 | Premios Cóndor de Plata      | Mejor actriz de reparto en comedia y/o musical                  | Mariana Genesio Peña                                           | Nominado  | [ 17 ] [ 18 ] |
| 2023 | Premios Cóndor de Plata      | Mejor actriz de reparto en comedia y/o musical                  | Verónica Llinás                                                | Ganador   | [ 17 ] [ 18 ] |
| 2023 | Premios Cóndor de Plata      | Revelación femenina                                             | Julieta Giménez Zapiola                                        | Nominado  | [ 17 ] [ 18 ] |
| 2023 | Premios Cóndor de Plata      | Mejor guion adaptado                                            | Erika Halvorsen y Tamara Tenenbaum                             | Ganador   | [ 17 ] [ 18 ] |
| 2023 | Premios Cóndor de Plata      | Mejor dirección de fotografía                                   | Luciano Badaracco, Nicolás Trovato y Leandro Filloy            | Nominado  | [ 17 ] [ 18 ] |
| 2023 | Premios Cóndor de Plata      | Mejor diseño de vestuario                                       | Patricia Conta                                                 | Nominado  | [ 17 ] [ 18 ] |
| 2023 | Premios Cóndor de Plata      | Mejor música original                                           | Iván Wyszogrod                                                 | Nominado  | [ 17 ] [ 18 ] |
| 2023 | Premios Cóndor de Plata      | Mejor canción original                                          | «Bailarás» – Martín D'Agosto, Mauro de Tomasso y Lali Espósito | Ganador   | [ 17 ] [ 18 ] |
| 2023 | Premios Cóndor de Plata      | Mejor diseño de sonido                                          | Gonzalo Matijas y Matías Vilaró                                | Nominado  | [ 17 ] [ 18 ] |
| 2023 | Premios Cóndor de Plata      | Mejor dirección de casting                                      | Iair Said y Martina López Robol                                | Nominado  | [ 17 ] [ 18 ] |
| 2023 | Premios Cóndor de Plata      | Mejor maquillaje y peluquería                                   | Valeria Bredice y Ricardo Molina                               | Nominado  | [ 17 ] [ 18 ] |
| 2023 | Premios Cóndor de Plata      | Premio del público BA audiovisual                               | El fin del amor                                                | Nominado  | [ 17 ] [ 18 ] |
| 2023 | Premios Martín Fierro Latino | Mejor serie adaptación en TV o plataforma                       | El fin del amor                                                | Nominado  | [ 19 ]        |